# Tevatró
El Tevatró (o Tevatron en anglès) fou un accelerador de partícules circular, actiu fins al 2011, situat al Laboratori de l'Accelerador Nacional Fermi (Fermilab) a l'est de Batàvia (Illinois, Estats Units) que va ser el col·lisionador més energètic del món abans de l'entrada en operació del Gran Col·lisionador d'Hadrons (LHC) al CERN de Ginebra. El Tevatron era un sincrotró que accelerava protons i antiprotons en un anell de 6,86 km de radi, a energies de fins a 1 TeV (per això el seu nom), que correspon a una velocitat del 99,999 954 % de la velocitat de la llum. El Tevatron fou completat el 1983 amb un cost de 120 milions de dòlars i inversions significatives van ser fetes durant diferents fases d'actualització en el període 1983–2011. Els experiments principals del Tevatron foren CDF i DØ.
El resultat principal del col·lisionador fou la descoberta el 1995 del quark cim (quark t) —el sisè fermió fonamental dins del model de quarks, pronosticat pel model estàndard de física de partícules. El Tevatron deixà les operacions el 30 de setembre de 2011, a causa de retallades de pressupost i de l'inici de l'LHC, el qual començà a operar el 2010 amb energies 3,5 cops superiors a les del Tevatron. El seu anell principal probablement serà reutilitzat en futurs experiments, i els seus components poden ser transferits a altres acceleradors de partícules.

## Funcionament
El Tevatron era un sincrotró superconductor que aprofitava les intensitats de camp magnètic més altes produïdes per 1 000 imants superconductors per accelerar els protons a nivells d'energia significativament més alts. L'anell sencer es mantenia a 4,5 K (−268,7 °C) emprant heli líquid. El sincrotró que ja existia al Fermilab passà a formar part del sistema d'injecció del preaccelerador del Tevatron, accelerant les partícules a 150 GeV i després transferint-les al nou anell superconductor per accelerar-les fins a 900 GeV. El 1987, el Tevatron començà a funcionar com a col·lisionador protó-antiprotó, amb protons de 900 GeV colpejant antiprotons de 900 GeV per proporcionar energies de col·lisió totals d'1,8 TeV. L'anell principal original fou substituït el 1999 per un nou sincrotró, l'injector principal, que tenia un anell imant de 3,3 km. L'injector principal lliurava feixos més intensos al Tevatron i, per tant, augmentà el nombre de col·lisions de partícules en un factor de 10.

### Feix de protons
Al Fermilab, el feix de protons, inicialment en forma d'anions hidrur H—, es produïen en un generador Cockcroft-Walton de 750 kV i s'acceleraven a 400 MeV (400 × 106 eV = 0,4 × 109 eV) d'energia en un accelerador lineal (LINAC), que correspon al voltant del 70 % de la velocitat de la llum. A continuació, amb una làmina de carboni s'extreien els electrons dels anions i els protons s'injectaven al Booster (amplificador), un petit sincrotró de 150 metres de diàmetre i a uns 6 m sota terra, que accelerava els protons fins a 8 GeV (8 × 109 eV). Els protons procedents del LINAC viatjaven al voltant del Booster unes 20 000 vegades, experimenten una força acceleradora d'un camp elèctric en una cavitat de radiofreqüència durant cada revolució. Des del Booster els protons es transferien a l'injector principal (un altre sincrotró), on s'acceleraven encara més fins a 150 GeV abans de passar a l'etapa final d'acceleració al Tevatron, situat a sota de l'injector principal. També produïa protons de 120 GeV, que s'utilitzaven per a la producció d'antiprotons.

### Feix d'antiprotons
Els antiprotons es generaven dirigint protons accelerats a 120 GeV des de l'injector principal del Fermilab cap a un objectiu de níquel. Els antiprotons se separaven d'altres partícules produïdes en les col·lisions a l'objectiu i eren enfocats per una lent de liti abans de passar a un anell on sofrien un refredament. El refredament del feix d'antiprotons reduïa la seva mida i el feia molt brillant. Passaven després a un primer anell acumulador i posteriorment a un anell reciclador, on s'emmagatzemaven fins que hi havia un nombre suficient per a la injecció a l'injector principal. Això proporcionava una acceleració a 150 GeV abans de la transferència al Tevatron.

### Xoc

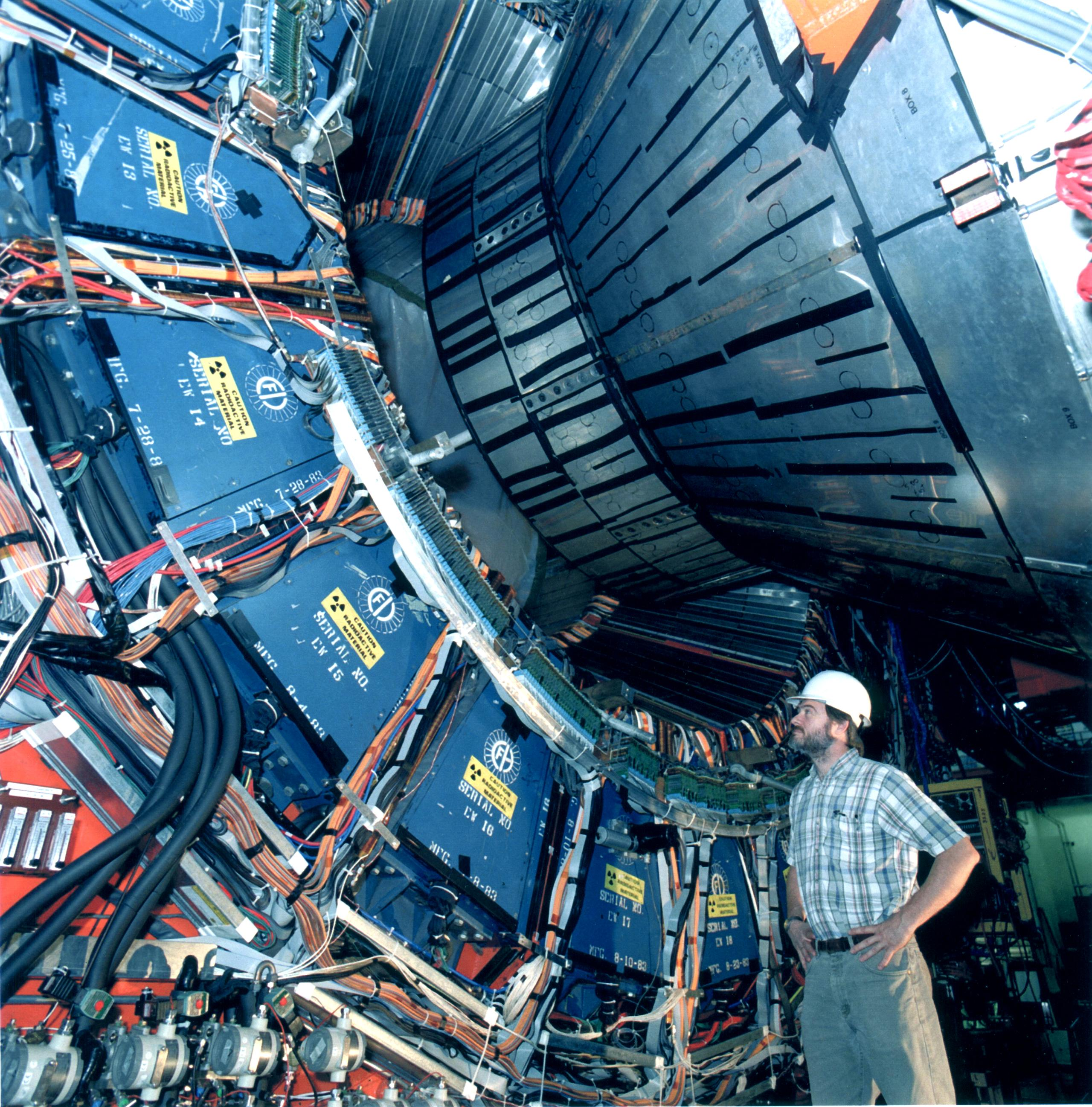
Vista del detector Collider Detector at Fermilab (CDF).

Els protons i els antiprotons finalment s'acceleraven simultàniament al Tevatron fins a aproximadament 1 TeV (1 × 1012 eV), en feixos en sentit contrari. Un cop assolit la seva energia màxima, els dos feixos s'emmagatzemaven i després es deixaven xocar en punts al voltant de l'anell on es trobaven els detectors per capturar les partícules produïdes en les col·lisions. Hi havia dos detectors: CDF (un experiment internacional amb la participació de 700 físics de 61 institucions i 13 països, entre els quals hi havia l'Institut de Física d'Altes Energies) i DØ o DZero.

## Descobertes

### El quarkt

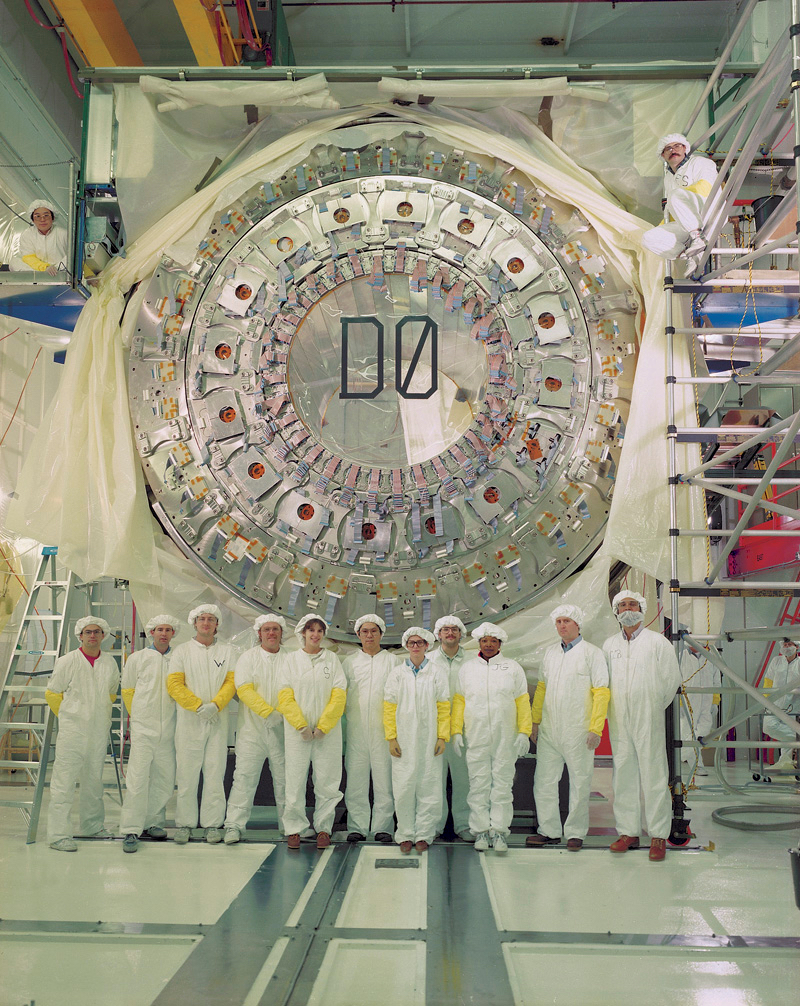
Detector DØ.

El 1985, quan el Tevatron es posà en funcionament per primera vegada, la recerca del quark t ja estava en marxa, però els primers esforços a l'accelerador lineal de Stanford (SLAC) i al DESY a Alemanya no donaren fruits. A finals de la dècada dels 1980 l'accelerador circular del CERN, en aquell moment l'accelerador més potent amb energies de fins a 315 GeV, tampoc havia aconseguit trobat el quark t. Tanmateix, els experiments havien determinat que la seva massa no podia ser inferior a 77 GeV, més enllà dels límits dels feixos d'energia del CERN.
A la dècada de 1990, la recerca es desplaçà cap al Fermilab i els seus dos experiments principals: les col·laboracions de detectors CDF (Collider Detector at Fermilab) i DØ. En el moment en què els investigadors començaren a obtenir dades el 1992, el límit de la massa del quark t s'havia elevat a 91 GeV. Al llarg d'una dècada, les dues col·laboracions construïren instruments enormes i complicats per aïllar la signatura del quark t. Per fer-ho, les dues col·laboracions filtraren els productes de les col·lisions de protons i antiprotons a energies de 1 800 GeV (per fusió de gluons o per anihilació quark-antiquark), que produïren la reacció:
{\displaystyle p+{\bar {p}}\longrightarrow t+{\bar {t}}}
Després d'una anàlisi intensiva i escrutini, els resultats finals, publicats gairebé un any després que els investigadors anunciaren l'evidència de la detecció del quark t l'abril de 1994. En publicacions simultànies l'abril de 1995, tots dos equips informaren del descobriment amb una probabilitat inferior a una entre 500 000 que els resultats es poguessin explicar per altres processos. La massa extremadament gran del quark t —el valor actual és de 172,69 GeV/c², similar a la massa d'un nucli de tungstè, que conté 197 protons i neutrons— suggereix que pot ser fonamentalment diferent dels altres quarks. La immensa massa del quark t fa que les seves desintegracions siguin terreny fèrtil per a noves investigacions de partícules.

### Oscil·lacions dels mesons Bs

Mesó.

El 2006, la col·laboració CDF realitzà la primera mesura d'oscil·lacions de mesons {\displaystyle B_{s}^{0}-{\bar {B_{s}^{0}}}}. Aquest fenomen fou una predicció fonamental del Model estàndard de la física de partícules. Aquests mesons poden existir com un estat lligat d'un quark {\displaystyle s} i un antiquark {\displaystyle {\bar {b}}} ({\displaystyle B_{s}^{0}}) i d'un antiquark {\displaystyle {\bar {s}}} i un quark {\displaystyle b} ({\displaystyle {\bar {B_{s}^{0}}}}), és a dir, els seus quarks oscil·len entre matèria i antimatèria dins d'una mateixa partícula. L'experiment, amb la intervenció d'uns 600 físics de tot el món, demostrà que la freqüència d'oscil·lació és de 2,8 × 1012 Hz (2,8 bilions d'oscil·lacions cada segon).

### Els barions Σb
També el 2006, la col·laboració CDF observà dos tipus nous de barions sigma {\displaystyle \Sigma }. El detector CDF identificà 103 partícules formades pels quarks {\displaystyle uub}, partícules Sigma-sub-b carregades positivament ({\displaystyle \Sigma _{b}^{+}}) i 134 partícules amb quarks {\displaystyle ddb}, partícules Sigma-sub-b carregades negativament ({\displaystyle \Sigma _{b}^{-}}). Per trobar aquest nombre de partícules, els científics van analitzar més de 100 bilions de col·lisions protó-antiprotó d'alta energia produïdes pel Tevatron durant cinc anys.

### El barió Ξb
El 2007, DØ i CDF comunicaren l'observació directa del barió xi {\displaystyle \Xi _{b}^{-}} constituït pels quarks {\displaystyle dsb}, amb una massa de 5,774±0,019 GeV/c2, aproximadament sis vegades la massa del protó. Fou el primer barió observat format per quarks de les tres famílies de matèria.

### El barió Ωb

Símbol i propietats del bosó de Higgs. Massa 126 GeV, càrrega elèctrica i espín 0.

El 2008 i 2009, DØ i CDF mesuraren el barió omega {\displaystyle \Omega _{b}^{-}} format pels quarks {\displaystyle ssb}, per tant, doblement estranya (amb dos quarks {\displaystyle s}); amb una massa de 6 054,4 MeV/c²; la mateixa càrrega elèctrica que un electró i té espín J = 1/2. A través de gairebé 100 bilions d'esdeveniments de col·lisió, la col·laboració DØ detectà 18 incidents en què les partícules que emergeixen d'una col·lisió protó-antiprotó revelaven la signatura distintiva de l'Omega-sub-b. Un cop produït, l'Omega-sub-b viatja aproximadament un mil·límetre abans de desintegrar-se en partícules més lleugeres. La seva decadència, mediada per la força nuclear feble, es produeix en aproximadament una bilionèsima part de segon.

### El bosó de Higgs
Els teòrics tenien una bona idea sobre moltes de les propietats del bosó de Higgs, però la més difícil de predir fou la seva massa. Gran part del treball duit a terme al Tevatron fou avançar en la recerca del bosó de Higgs eliminant els intervals de massa no exclosos anteriorment al LEP del CNRS a Ginebra, alhora que buscava indicis d'on podria estar el bassó de Higgs. El 2 de juliol de 2012, els científics dels experiments de Tevatron, combinant les seves dades, presentaren indicis forts per a la producció i desintegració dels bosons de Higgs, basats en un mode de desintegració del bosó de Higgs que no es va veure a l'LHC del CERN. Però es van necessitar els resultats dels experiments de l'LHC per establir un descobriment. El 2 de juliol de 2012, dos dies abans de l'anunci previst de la descoberta del bosó de Higgs a l'LHC de Ginebra, CDF i DØ anunciaren que les seves mesures indicaven l'existència del bosó en una regió de masses entre 115 a 135 GeV.